# Jessé
Jessé ou Jissai (em hebraico: יִשַׁי; romaniz.: Yišay, em pausa יִשָׁי ‎- Yišāy, lit. "Rei" ou "presente de Deus"; em siríaco: ܐܝܫܝ; romaniz.: Eshai; em grego: Ἰεσσαί; romaniz.: Iessaí; Latim: Issai, Iesse), é uma figura descrita na Bíblia como o pai de Davi, que se tornou o rei dos israelitas. Como é descrito por Paulo de Tarso, da raiz deste Jessé surgiu o rei dos gentios, Jesus Cristo.

## Relato bíblico
Jessé era filho de Obede, e neto de Rute, e descendente direto de Judá, filho de Jacó. Natural de Belém, conhecido como belemita.
O nome Jessé é citado no Antigo Testamento, em particular na passagem em Isaías 11:1-3.: «Porque brotará um rebento do tronco de Jessé, e das suas raízes um renovo frutificará.»
Para os cristãos esta profecia aponta para Jesus, o qual seria o Messias.

## Filhos de Jessé
De acordo com a Bíblia, Jessé teve sete filhos, além de Davi, o mais novo. Alguns nomes são referidos no texto bíblico: Eliabe, Abinadabe, Sama e Davi, o filho mais novo que se tornaria o segundo rei de Israel, sucedendo ao rei Saul. Ele é descrito como ruivo e formoso de semblante e de boa presença. Segunto o texto de 1 Crônicas 2.13 a 15 é mencionado o nome em ordem de nascimento de todos os filhos de Jessé a saber: Eliabe, o primogênito; Abinadabe, o segundo; Siméia, o terceiro; Natanael, o quarto; Radai, o quinto; Ozem, o sexto; e Davi, o sétimo e no versículo 16 revela que Jessé teve também 2 filhas, Zeruia e Abigail
De acordo com o relato bíblico, o profeta Samuel teria procurado Jessé para ungir um de seus filhos como rei de Israel no lugar de Saul. Jessé, porém, não acreditou que Davi, por ser o mais jovem, seria o escolhido para essa missão.

## Tumba de Jessé

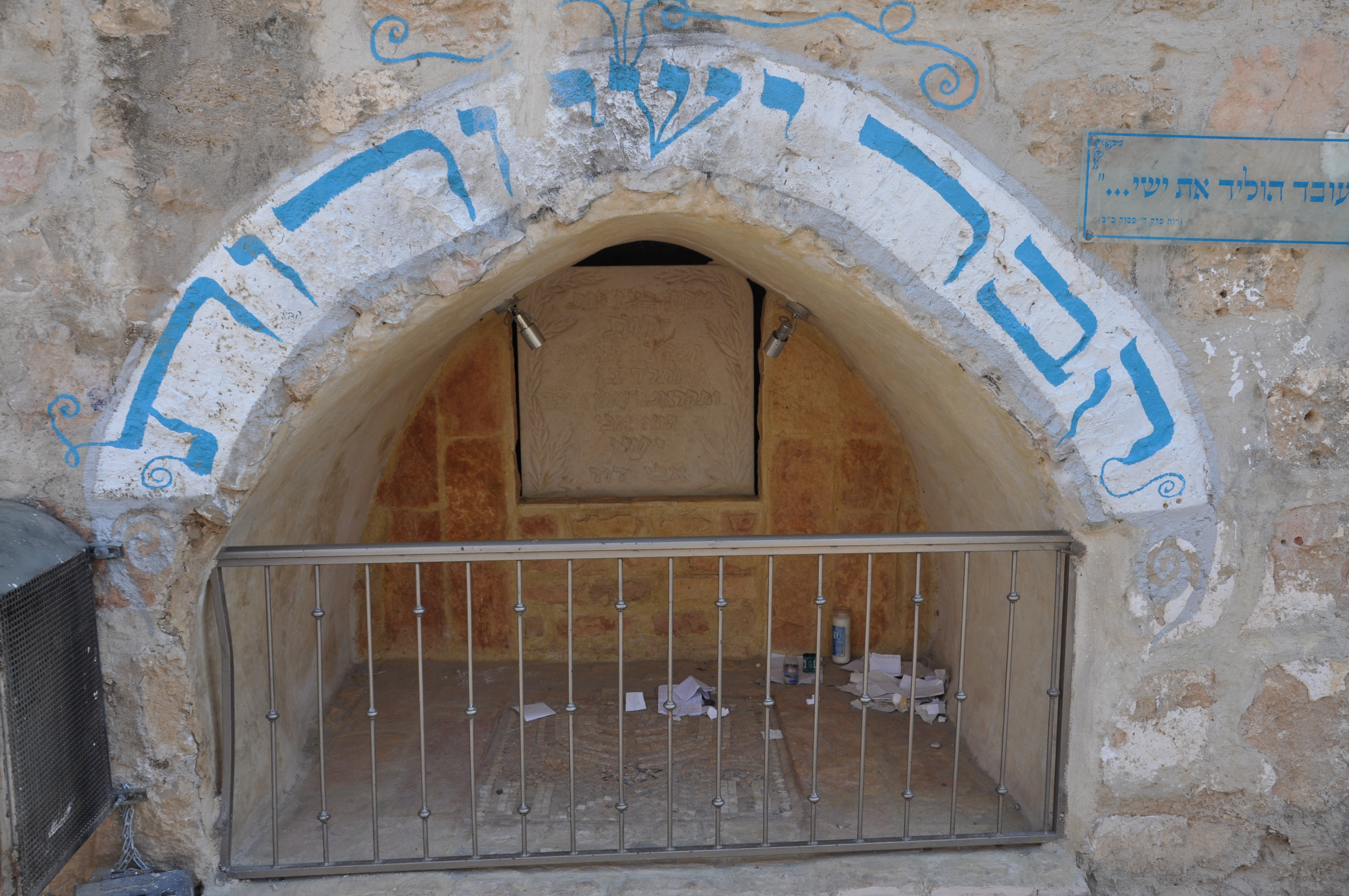
Tumba de Rute e Jessé em Hebrom

A tumba de Rute atualmente está localizada junto a tumba de Jessé em Hebrom.

## Árvore genealógica baseada na Bíblia
|  |  |  |  |  |  | Boaz | Boaz | Boaz        | Boaz        | Boaz        | Boaz        |             |             |       |  |  |  |  |  |      |      | Rute | Rute | Rute | Rute | Rute | Rute |  |  |  |  |  |  |  |  |  |  |  |  |
|  |  |  |  |  |  | Boaz | Boaz | Boaz        | Boaz        | Boaz        | Boaz        |             |             |       |  |  |  |  |  |      |      | Rute | Rute | Rute | Rute | Rute | Rute |  |  |  |  |  |  |  |  |  |  |  |  |
|  |  |  |  |  |  |      |      |             |             |             |             |             |             |       |  |  |  |  |  |      |      |      |      |      |      |      |      |  |  |  |  |  |  |  |  |  |  |  |  |
|  |  |  |  |  |  |      |      |             |             |             |             |             |             |       |  |  |  |  |  |      |      |      |      |      |      |      |      |  |  |  |  |  |  |  |  |  |  |  |  |
|  |  |  |  |  |  |      |      |             |             |             |             |             |             | Obede |  |  |  |  |  |      |      |      |      |      |      |      |      |  |  |  |  |  |  |  |  |  |  |  |  |
|  |  |  |  |  |  |      |      |             |             |             |             |             |             |       |  |  |  |  |  |      |      |      |      |      |      |      |      |  |  |  |  |  |  |  |  |  |  |  |  |
|  |  |  |  |  |  |      |      |             |             |             |             |             |             | Jessé |  |  |  |  |  |      |      |      |      |      |      |      |      |  |  |  |  |  |  |  |  |  |  |  |  |
|  |  |  |  |  |  |      |      |             |             |             |             |             |             |       |  |  |  |  |  |      |      |      |      |      |      |      |      |  |  |  |  |  |  |  |  |  |  |  |  |
|  |  |  |  |  |  |      |      |             |             |             |             |             |             |       |  |  |  |  |  |      |      |      |      |      |      |      |      |  |  |  |  |  |  |  |  |  |  |  |  |
|  |  |  |  |  |  |      |      | sete filhos | sete filhos | sete filhos | sete filhos | sete filhos | sete filhos |       |  |  |  |  |  | Davi | Davi | Davi | Davi | Davi | Davi |      |      |  |  |  |  |  |  |  |  |  |  |  |  |